# The Bella Twins
The Bella Twins (en español, Las gemelas Bella) fueron un equipo estadounidense de lucha libre profesional compuesto por las hermanas gemelas Brie Bella y Nikki Bella.
The Bella Twins son ex campeonas de WWE Divas Championship, con Nikki habiendo logrado el título dos veces y Brie una vez. En noviembre de 2015, Nikki ocupó el puesto número 1 en Female 50 de Pro Wrestling Illustrated. Actualmente, ambas gemelas están retiradas. En 2020 el dúo fue inducido al Salón de la fama de la WWE.

## Primeros años
Brianna y Nicole Garcia-Colace nacieron en San Diego, California y se criaron en Scottsdale, Arizona, las gemelas y su hermano J.J. son de ascendencia mexicana e italiana. Nicole es la mayor de las hermanas, llevándose 16 minutos de diferencia con Brianna. Jugaron fútbol hasta que Nicole salió lesionada, viéndose obligada a dejar el deporte, graduándose de la universidad en 2002.
Hicieron su primera aparición en TV en el reality show de Fox, Meet My Folks. Después, las gemelas fueron contratadas para la World Cup Twins de Budweiser y fueron fotografiadas sosteniendo el trofeo. También participaron en el International Body Doubles Twins Search de 2006. Ese mismo año participaron Diva Search de la WWE pero no lograron ganar, sin embargo serían contratadas por la empresa en 2008.

## Carrera

### World Wrestling Entertainment / WWE

#### Florida Championship Wrestling (2007–2008)
En junio de 2007, Brie y Nikki firmaron un contrato de desarrollo con la WWE y fueron enviadas a la Florida Championship Wrestling (FCW) en Tampa, Florida. El 15 de septiembre de 2007 debutaron en la FCW, donde obtuvieron una victoria sobre Natalya & Krissy Vaine. Tras esto comenzaron un feudo con Neidhart & Crawford, a quienes derrotaron en numerosas ocasiones durante el mes de octubre. También compitieron ocasionalmente en combates en parejas mixtos junto con Kofi Kingston & Robert Anthony.

#### 2008–2010

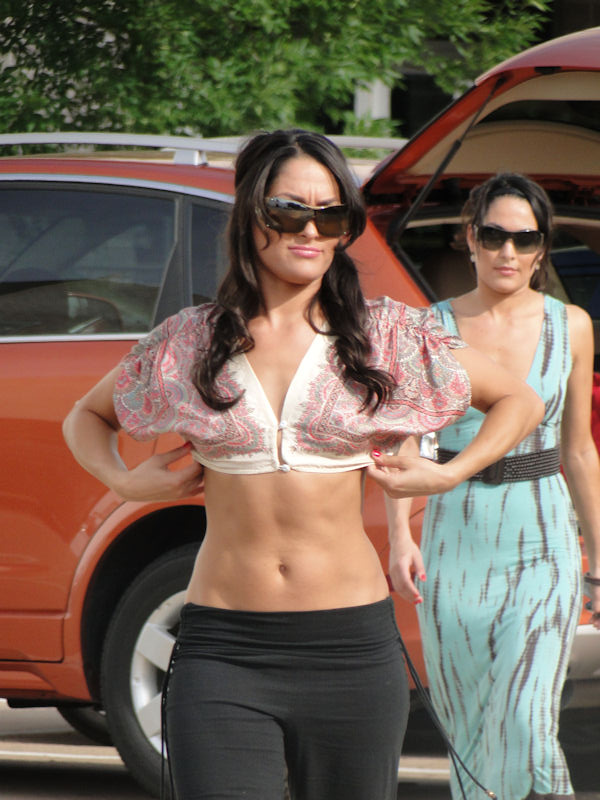
The Bella Twins llegando a la arena de la WWE antes de un Show

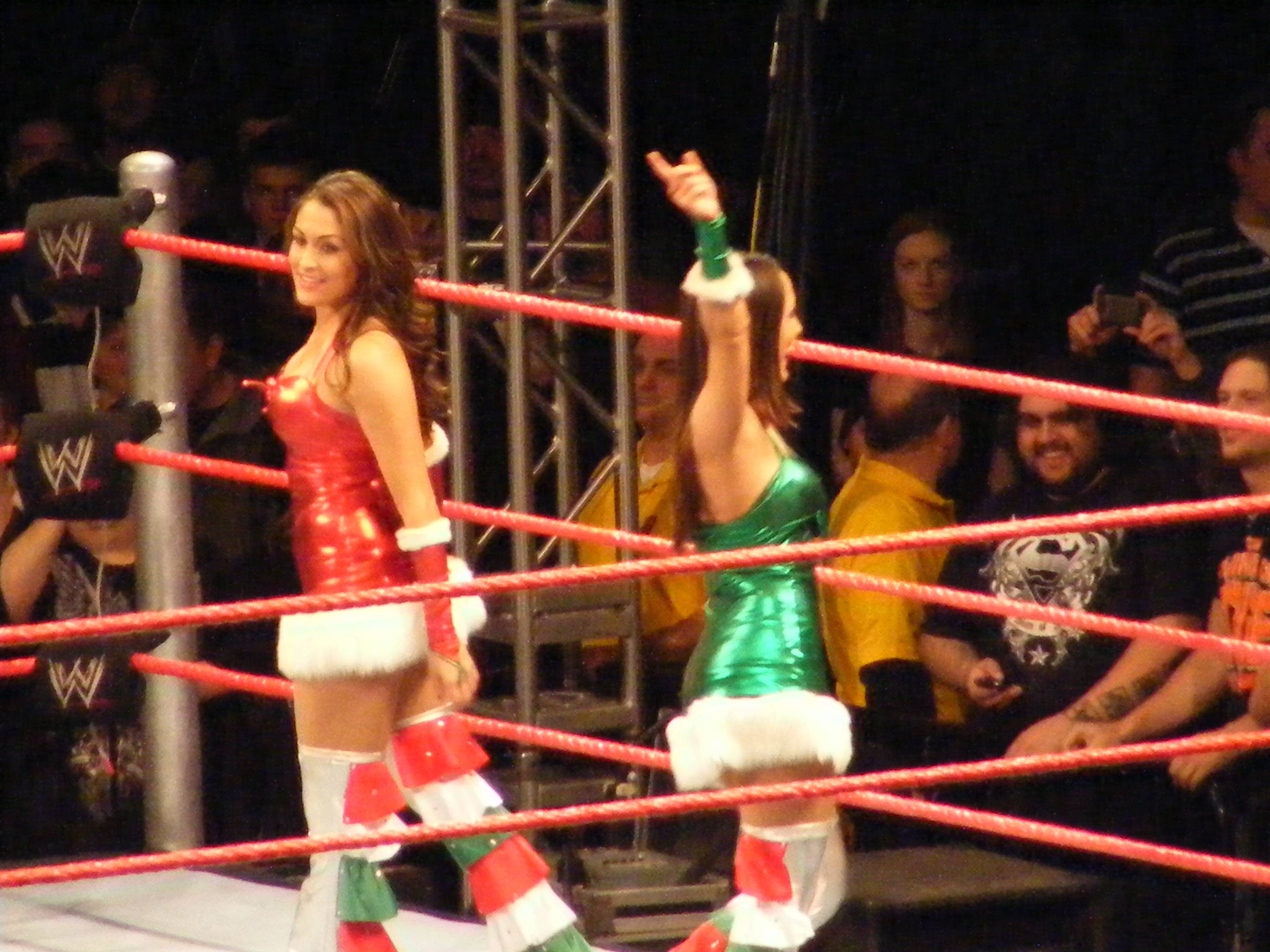
The Bellas en un Santa's Little Helper match el 30 de diciembre de 2009.

En 2008, ambas fueron subidas al roster principal de la WWE, pero tan solo apareció oficialmente Brie. Durante sus luchas, en ocasiones se intercambiaba con su hermana, quién estaba debajo del ring, para ganar la lucha, ganando dos veces seguidas a Victoria. Esto provocó la ira de Victoria, por lo que se volvió a enfrentar a Brie con Natalya de mánager, descubriendo la trampa en este combate. Tras esto, empezaron a luchar como pareja contra Victoria & Natalya.
A principios de 2009, se establecieron como las mánagers de Los Colons (Carlito & Primo). Durante este periodo, tuvieron un feudo con John Morrison & The Miz, separándose las gemelas y apoyando Brie a The Colones y Nikki a Morrison & Miz, por lo que además de esto provocaron enfrentamientos entre ellas. El 31 de marzo Nikki Bella derrotó a Brie Bella. En WrestleMania 25 ambas participaron en el Miss WrestleMania 25 Diva Battle Royal, pero fue ganada por Santina Marella. En el Draft fueron trasferidas desde la marca SmackDown a RAW. El 18 de mayo participaron en un Diva Battle Royal en el que se determinaría a la contendiente #1 al Campeonato de Divas de la WWE, pero en dicha lucha fue ganada por Kelly Kelly. Luego se marcharon a la ECW. El 12 de octubre fueron transferidas de ECW a RAW. El 2 de noviembre participaron en un Diva Battle Royal para ser la contendiente #1 al Campeonato de Divas de la WWE, pero no lograron ganar siendo Alicia Fox quién ganara el combate. El 14 de diciembre en la edición de los Slammy Awards participaron en un 14 Diva Tag Team Match haciendo equipo con Mickie James, Melina, Maria, Kelly Kelly & Gail Kim derrotando a Beth Phoenix, Natalya, Michelle McCool, Layla, Alicia Fox, Maryse & Rosa Mendes.
A principios de 2010 Brie participó en un torneo para coronar a la nueva Campeona de Divas de la WWE, pero fue eliminada por Maryse en los cuartos de final. El 5 de abril en RAW participaron en un Diva Battle Royal en el que la ganadora obtendría una oportunidad por el Campeonato de Divas de la WWE sin embargo fue Eve quién ganó el combate. El 31 de agosto, se dio a conocer en la final de la segunda temporada de NXT que Brie y Nikki serían las "Pros" de la exanunciadora Jamie en la tercera temporada de NXT. Sin embargo, fue la primera eliminada. El 22 de noviembre de 2010 empezaron a acompañar a Daniel Bryan, intentando ambas salir con él. El 13 de diciembre en Raw en los Slammy Awards participaron en un Diva Battle Royal en el que se determinaría a la Diva Of The Year 2010 sin embargo no lograron ganar siendo Michelle McCool quien ganara el combate.

#### 2011–2012

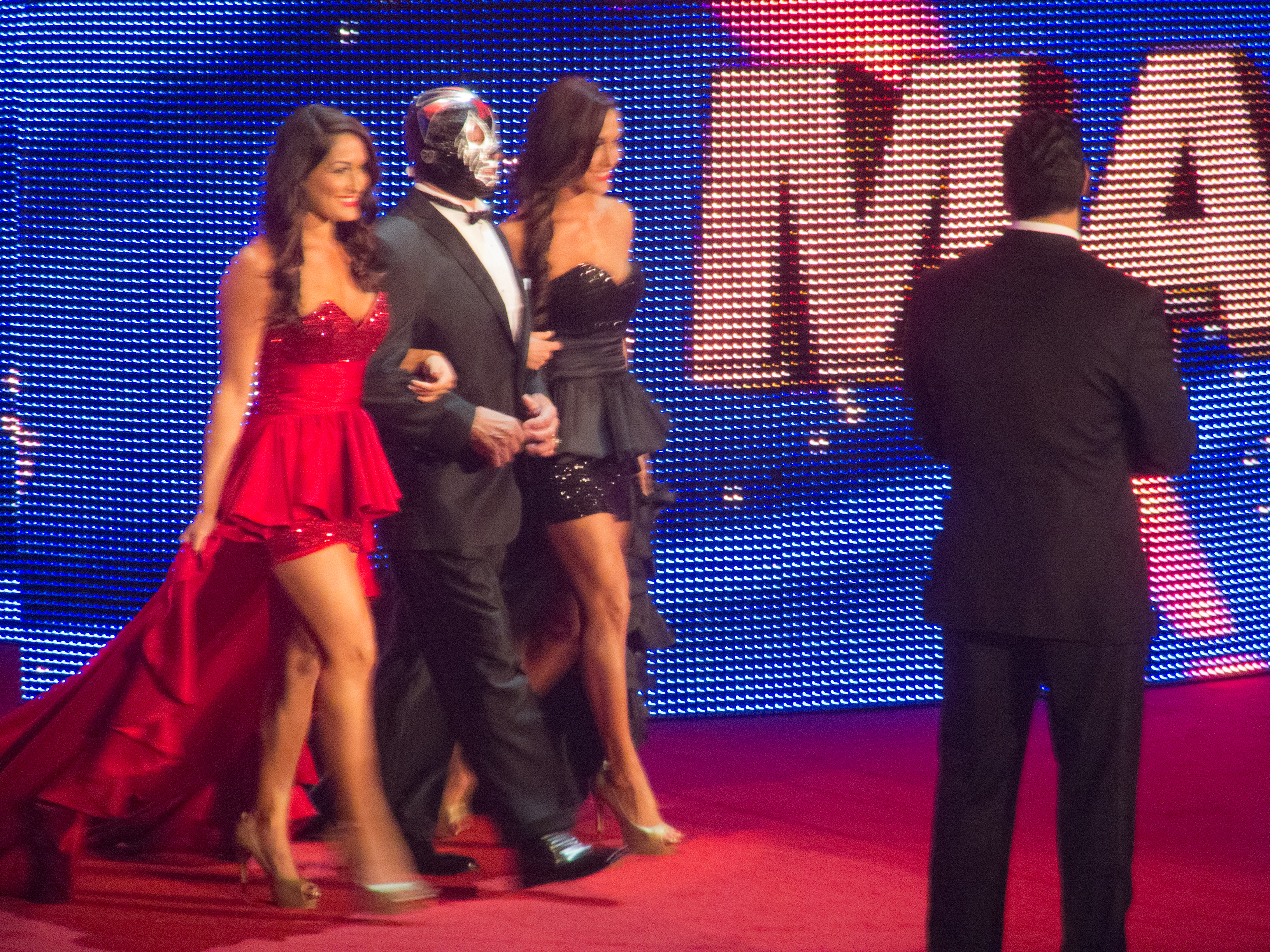
The Bella Twins durante la ceremonia del Hall of Fame en 2012 acompañando a Mil Máscaras.

El 24 de enero Bryan reveló que Gail Kim era su novia y no se lo había dicho por pena. Esto hizo que ambas cambiaran a heel, comenzando un feudo con Kim. El 21 de febrero en Raw derrotaron a Eve & Gail Kim por lo que comenzaron también un feudo con la entonces campeona Eve. En la edición de Raw del 28 de febrero Nikki ganó un 'Diva Battle Royal convirtiéndose en la contendiente #1 al Campeonato de Divas de la WWE. El 7 de marzo en Raw Nikki se enfrentó a Eve por el título, pero fue derrotada. El 11 de abril en Raw, Brie se enfrentó a Eve, derrotándola y obteniendo el Campeonato de Divas de la WWE después de que Nikki se intercambiara por Brie. Tras esto, empezaron un feudo con Kelly Kelly enfrentándose en varios programas semanales. En Over the Limit defendió con éxito el campeonato después de que Nikki se intercambiara una vez más por Brie. El 30 de mayo Kharma anunció que estaba embarazada. Después de esto Brie & Nikki comenzaron a insultarla llamándola gorda y que no tenía material para ser una Diva por lo que Kharma trató de atacarlas pero no podía por su embarazo. Tras esto anunció que volvería en un año cobrando venganza. El 20 de junio en el Raw Power To The People se determinaría a la contendiente al Campeonato de Divas de la WWE en una votación vía mensajes de texto, siendo la ganadora Kelly Kelly venciendo a Eve Torres y Beth Phoenix. Ese mismo día se enfrentó a Kelly Kelly saliendo derrotada y perdiendo así el Campeonato de Divas de la WWE.
Después de esto en RAW Roullette Nikki se enfrentó a Kelly Kelly en un Submission Match pero fue derrotada. Como consecuencia Brie Bella hizo válida su cláusula de revancha en el evento Money in the Bank. En dicho evento Brie fue derrotada después de que Kelly Kelly le aplicara un K2, terminando así el feudo con Kelly Kelly. El 1 de agosto en RAW participaron en un Diva Battle Royal para ser la contendiente #1 al Campeonato de Divas de la WWE de Kelly Kelly pero ambas fueron las últimas eliminadas por Beth Phoenix quién ganó el combate. El 31 de octubre participaron en un Halloween Diva Battle Royal para ser la contendiente #1 al Campeonato de Divas de la WWE. Sin embargo fueron eliminadas por Kelly Kelly & Eve.
En Royal Rumble en un 8 Diva Tag-Team Match derrotaron junto con Beth Phoenix & Natalya a Kelly Kelly, Eve Alicia Fox & Tamina. A finales de marzo, tuvieron un pequeño feudo con AJ en Smackdown. En WrestleMania XXVIII se separaron apoyando cada una a los equipos formados por John Laurinaitis y Theodore Long en lo cual, Brie apoyaba al Team Johnny y Nikki al Team Teddy. Finalmente el Team Johnny ganó el combate y se quedó con el poder de las marcas RAW y SmackDown. El 23 de abril en RAW, Nikki derrotó a Beth Phoenix en un Lumberjill Match ganando por primera vez el Campeonato de Divas de la WWE. En Extreme Rules, Nikki Bella se iba a enfrentar a Beth Phoenix por el Campeonato de Divas de la WWE. Sin embargo Phoenix no pudo competir debido a una lesión (Kayfabe), siendo reemplazada por Layla quien hacía su regreso después de un año de estar inactiva. En dicho evento Layla derrotó a Nikki convirtiéndose en la nueva Campeona de las Divas de la WWE. La noche siguiente en RAW Nikki & Brie enfrentaron a Layla en la revancha por el Campeonato en un Triple Threat Match, siendo derrotadas en 10 segundos. Esa misma noche terminó su contrato y no lo renovaron, abandonando ambas la empresa.

### Circuito independiente (2012-2013)
El 1 de mayo de 2012, Nikki y Brie, antes conocido como The Bella Twins, apareció en su primer show de lucha libre independiente en Newburgh, Nueva York, en el Northeast Wrestling. Apareciendo como invitados especiales, Nikki y Brie discutían sobre quién era el mejor hombre, Luke Robinson o Jerry Lawler, dando como resultado una pelea entre las dos. Durante la pelea, Luke besó a Brie solo para que lo abofetearan, dejando a Lawler que lo cubriera por la victoria. Tras la pelea, tanto Brie como Nikki abandonaron el escenario con Jerry Lawler.

### Regreso a WWE

#### Cambio de personalidades (2013-2014)

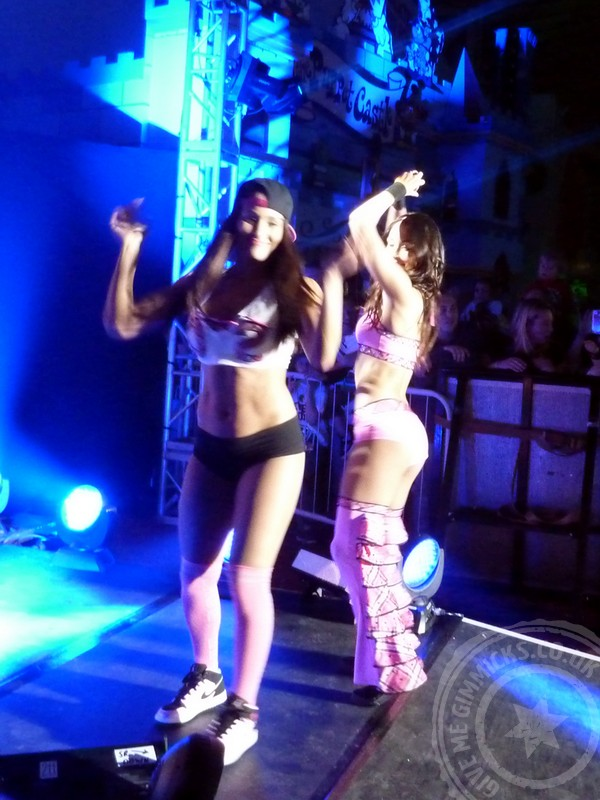
Tiempo después de regresar a la WWE, las gemelas comenzaron a vestirse con atuendos diferentes, como se ve aquí en un evento en vivo del 2013.

El 11 de marzo de 2013, ambas regresaron como heel en Raw aparecido en un segmento tras bastidores junto a Kaitlyn, Damien Sandow y Cody Rhodes, donde se revelaría que eran aliadas de estos últimos. El 15 de marzo en Smackdown, empezarían su primer feudo en contra de The Funkadactyls (Naomi y Cameron), después de atacarlas. Este feudo se unificaria con el que sus compañeros, Team Rhodes Scholars, mantenían con Tons of Funk (Brodus Clay y Tensai). Después de varios encuentros semanales, se pactó la culminación para WrestleMania 29 en una lucha por equipos mixta, sin embargo, la lucha fue cancelada por falta de tiempo, siendo traspasada al 8 de abril en Raw. Tras esta derrota, las Bella y las Funkadactyls seguirían enfrentándose semanalmente sin la participación de las estrellas masculinas. En junio, Nikki se fracturó la tibia, quedando inactiva y pasando a ser mánager de Brie durante su recuperación.
A mediados de 2013, la WWE estrenó el reality show Total Divas, mismo donde las Bellas son protagonistas junto a  Natalya, Cameron, Naomi, Eva Marie y JoJo Offerman. Como ángulo para el reality show, Brie empezó ua rivalidad con Natalya, se enfrentaron semanalmente hasta SummerSlam, donde Brie saldría derrotada. El feudo culminó el 6 de agosto en Raw, donde Brie derrotaría a Natalya con ayuda de Nikki y Eva Marie, al final de combate, la Campeona de Divas de ese entonces, AJ Lee, atacó verbalmente a las protagonistas del show con su famosa pipe-bomb. Esto llevaría a las Total Divas a empezar un feudo con Lee, al comienzo la rivalidad se centró solo en Brie, Naomi y Natalya, quienes se enfrentaron a AJ en una Fatal 4-Way en Night of Champions, saliendo derrotadas. Tras eso, Brie sería la primera estrella de Total Divas en tener una rivalidad titular individual con Lee y su recién aliada Tamina Snuka, cambiando a face. Brie saldría derrotada en luchas titulares tanto en  Battleground como Hell in a Cell gracias a las distracciones de Tamina. Nikki se uniría al feudo después de su recuperación, sin embargo, ahora empezaría a portar atuendos diferentes a los de su hermana e incluso cambió su set de movimientos. . Su rivalidad con Lee las llevaría a Survivor Series, donde todas las estrellas del reality se enfrentaron al team reclutado por la campeona, las True Divas (Alicia Fox, Summer Rae, Tamina Snuka, Aksana, Rosa Mendes y Kaitlyn), en una lucha tradicional por eliminación, donde el team de las gemelas logró salir vencedor.
El 9 de diciembre en Raw, las gemelas ganarían la categoría Diva del Año en los Slammy Awards.
En enero del 2014, tendrían encuentros semanales con Foxsana (Alicia Fox y Aksana), derrotándolas en varios combates semanales en luchas individuales así como en parejas. Al paso de los primeros meses del año, las gemelas no tendrían un ángulo destacado hasta su derrota el 6 de abril en WrestleMania XXX, donde ambas tuvieron una oportunidad titular en el "Vickie Guerrero Diva's Championship Invitational".

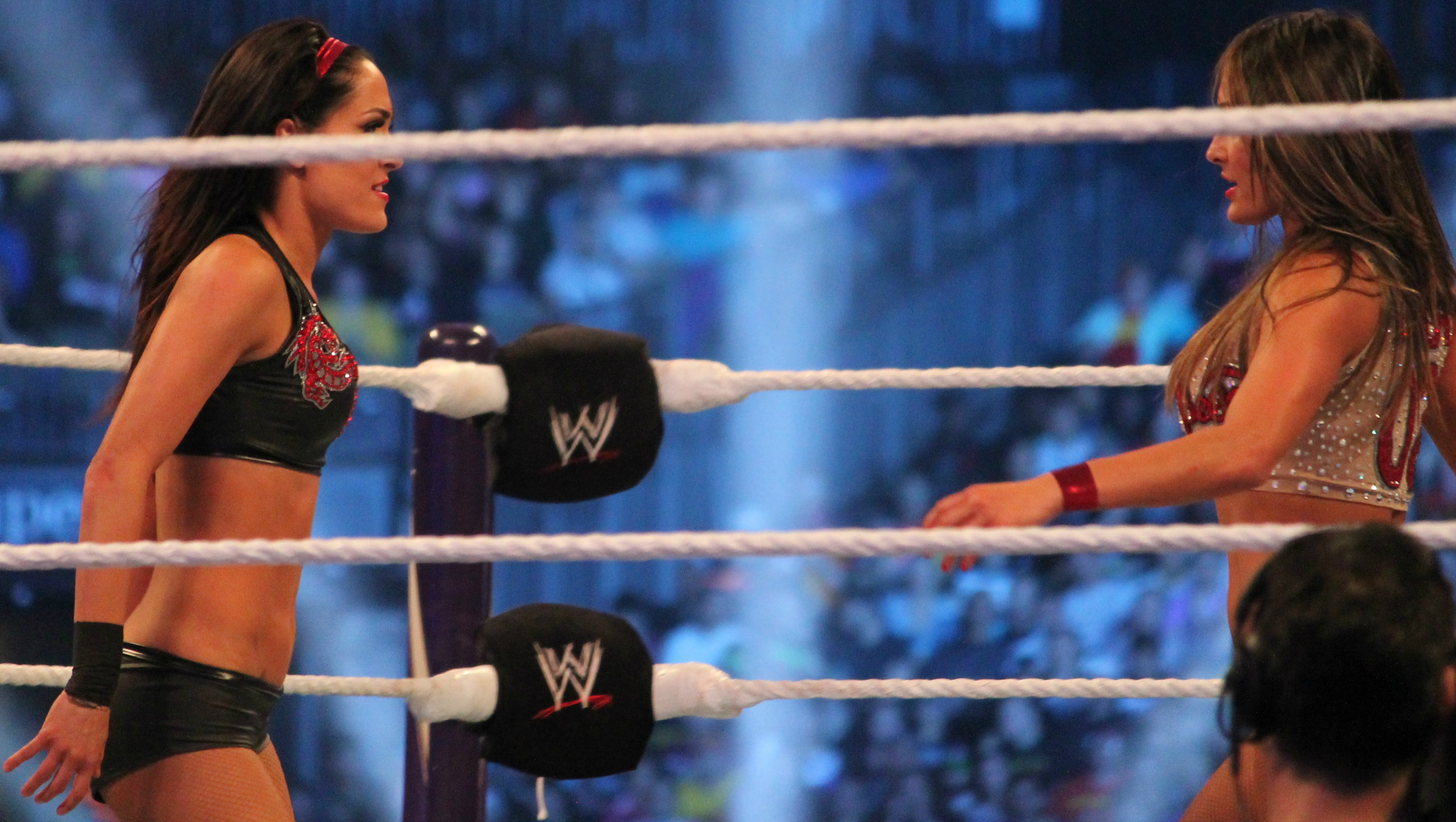
Nikki y Brie en el Vickie Guerrero Divas Championship Invitational en WrestleMania 30.

En abril, Brie se involucró en la storyline de su esposo, Daniel Bryan, contra The Authority después de los constantes abusos que esté sufría. El 28 de abril en Raw, como recompensa por el ataque de Kane sobre Bryan, Stephanie McMahon le brindó a Brie una oportunidad titular contra Paige, sin embargo, el combate quedó sin resultados. Como parte del storyline, la misma McMahon amenazó a Daniel con despedir a Brie sí el no renunciaba a su campeonato, en respuesta, Brie abofeteó a Stephanie y renunció el 1 de junio en WWE Payback. Después de su renuncia, Nikki fue víctima del desquite de Stephanie, siendo puesta en desventaja en varios de sus combates.

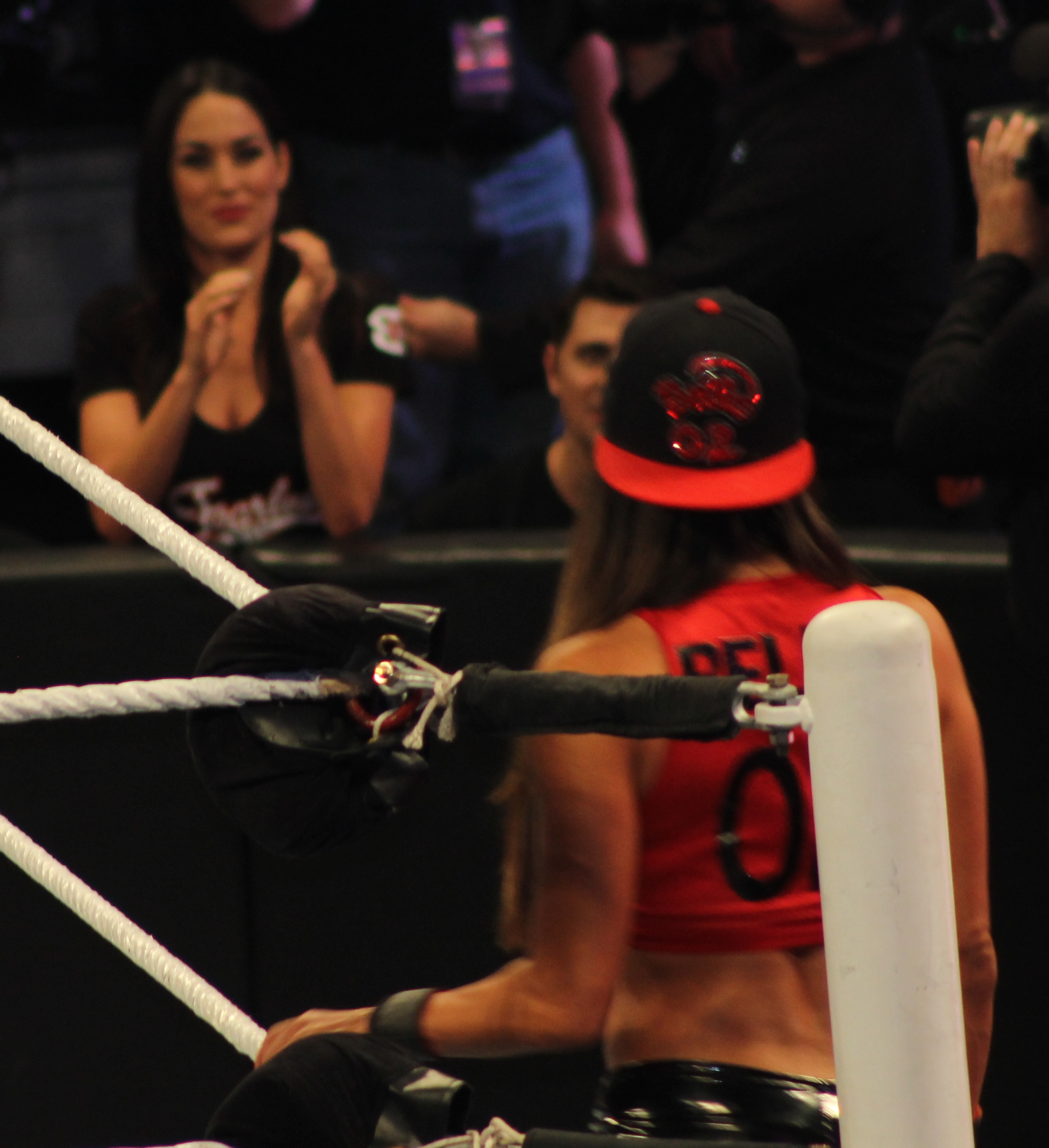
Desde el público, Brie observa a su hermana Nikki quien participará en un combate contra 4 luchadoras.

 Brie regresó a la WWE en el episodio del 21 de julio en Raw, en el que tuvo un altercado con Stephanie durante la lucha de su gemela, McMahon resultaría arrestada después de abofetear a Brie quien estaba dentro del recinto como fanática y no como empleada. (kayfabe). La semana siguiente en Raw, Brie fue invitada por McMahon para ofrecerle un nuevo contrato así como una lucha de su elección para SummerSlam, Brie la eligió a ella, con la condición de no presentar cargos en su contra por lo acontecido la semana pasada, tras la presión, McMahon accedió para posteriormente atacarla. La firma de contrato se llevó a cabo la semana siguiente en Raw, donde McMahon con la ayuda de esposo, Triple H, atacó y aplicó un pedigree a cada una de las gemelas, semanas antes de su lucha tendrían constantes altercados físicos y verbales mismos que también acabarían con el arresto de Brie.
El 17 de agosto en SummerSlam, Brie perdió su rivalidad con Stephanie al ser atacada por Nikki sorpresivamente, después de este ataque, The Bella Twins se disolvió como equipo.

#### La emancipación de Nikki (2014-2015)

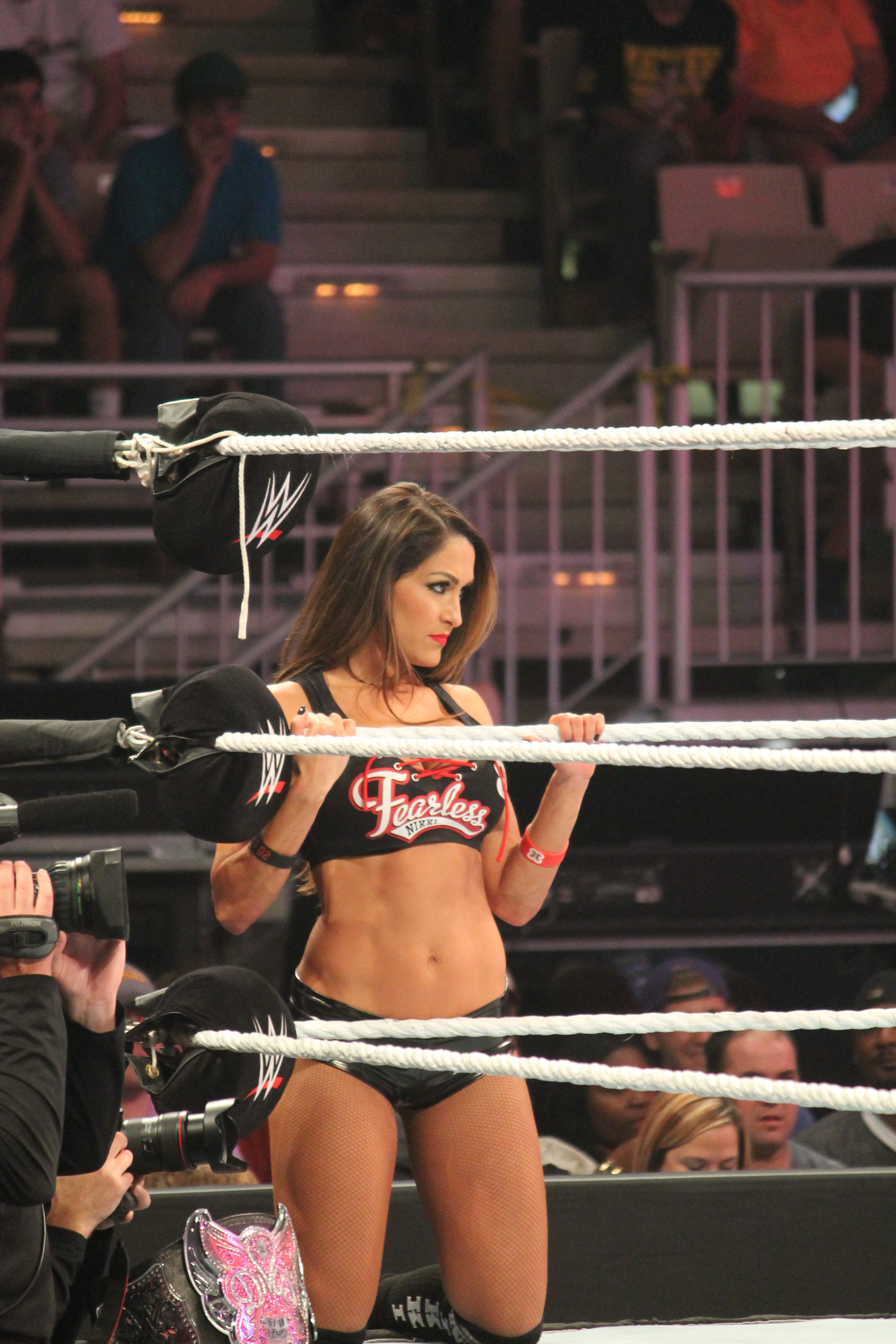
Poco después del regreso de Brie a WWE, Nikki por despecho se separó de ella y comenzaron una breve rivalidad.

Las siguientes semanas se les vio pelear en diversos segmentos incluyendo un cameo de Jerry Springer. Al inicio de su rivalidad, Brie se negaba a golpear a Nikki al sentirse responsable por los ataques a los que su gemela había sido expuesta gracias a su renuncia. McMahon en señal de agradecimiento a Nikki, la declaró "la cara de la división de Divas" y le otorgó una espacio en lucha titular que dio lugar en Night of Champions, en la que estaba pactada el encuentro de Paige y AJ Lee, por lo que las gemelas se verían envueltas brevemente en el ángulo que estaban teniendo de momento. Nikki saldría derrotada del PPV, por lo que posteriormente obtuvo el permiso de McMahon, para obligar a su hermana a competir en luchas en desventaja, similares a las que padeció meses atrás como castigo en manos de la misma McMahon; Brie fue capaz de derrotar a la mayoría de sus oponentes, casi siempre siendo atacada por Nikki al final de dichos encuentros. Esto las condujo a una lucha entre en Hell in a Cell, que ganó Nikki el derecho de utilizar a  su hermana como asistente personal, además de tener el poder de elegir en que luchas podía o no participar a lo largo de treinta días. La semana siguiente, Nikki ganó un Halloween Costume Battle Royal, convirtiéndose así en la retadora principal del Campeonato de Divas. El 3 de septiembre en Raw, comenzarían una rivalidad con AJ Lee, después de ordenarle a Brie abofetearla, semanas después las gemelas se enfrentarían en combates individuales a Lee, saliendo derrotadas en la mayoría. Finalmente en Survivor Series, Nikki salió victoriosa con ayuda de Brie para convertirse en Campeona de Divas por segunda ocasión, confirmandose a su vez la reconciliación y resurgimiento de Las Bella Twins además del cambio a heel de Brie. La rivalidad con Lee seguiría hasta TLC: Tables, Ladders & Chairs el 14 de diciembre, donde Nikki logró retener el campeonato ante AJ. El 19 de diciembre Nikki defendió exitosamente el título en contra de Naomi y el 29 de diciembre en Raw, ante Natalya, con quien tendría una breve rivalidad a la que se uniría Paige, el feudo culminó en Royal Rumble donde las Bella saldrían victoriosas.
Nikki comenzaría una rivalidad titular contra Paige las siguientes semanas, reteniendo exitosamente el campeonato en Fastlane, el 2 y 23 de marzo del 2015. El feudo se transformaría después del regreso de AJ Lee, quien se alió con la anti-diva, las semanas siguientes tendrían diversos segmentos donde se atacaron verbalmente, la rivalidad llegó a su fin con la derrota de las Bella en WrestleMania 31. El 30 de marzo en Raw, Las Bellas tendrían que seguir con la rivalidad que tenían con Paige y Lee, sin embargo tras su repentina salida de la WWE, fue Naomi quien pasó a ocupar su lugar. Durante la rivalidad Naomi y Paige se unían para enfrentar a las Bella, sin embargo después de que Paige ganara la lucha que determinaría la retadora por el Campeonato de Divas, Naomi le atacó cambiando a heel, siéndole traspasada la oportunidad después de incapacitarla, por lo que Nikki pasaría a solo tener la rivalidad con esta.
En Extreme Rules ambas cambiaron a face después de que Nikki retuviese el título ante Naomi, pero para el 4 de mayo, Brie y Nikki fueron atacadas por la nueva aliada de Naomi, Tamina Snuka, incluyéndola en el feudo. La rivalidad seguiría en Payback donde fueron derrotadas, dándole una segunda oportunidad a Naomi para el 18 de mayo, donde Nikki retendria exitosamente gracias a la intervención de Snuka, al final de la lucha Paige regresaría atacando a Tamina, Naomi y Nikki, uniéndose de nuevo al feudo. En Elimination Chamber, las gemelas utilizarían de nuevo el Twin Magic, técnica de antaño que la ayudaría a retener su campeonato ante Naomi y Paige, harían lo propio con las posteriores defensas titulares ante esta última, tanto el 1 de junio en Raw así como en Money in the Bank, donde cambiaron nuevamente a heel.

#### Team Bella (2015-2016)

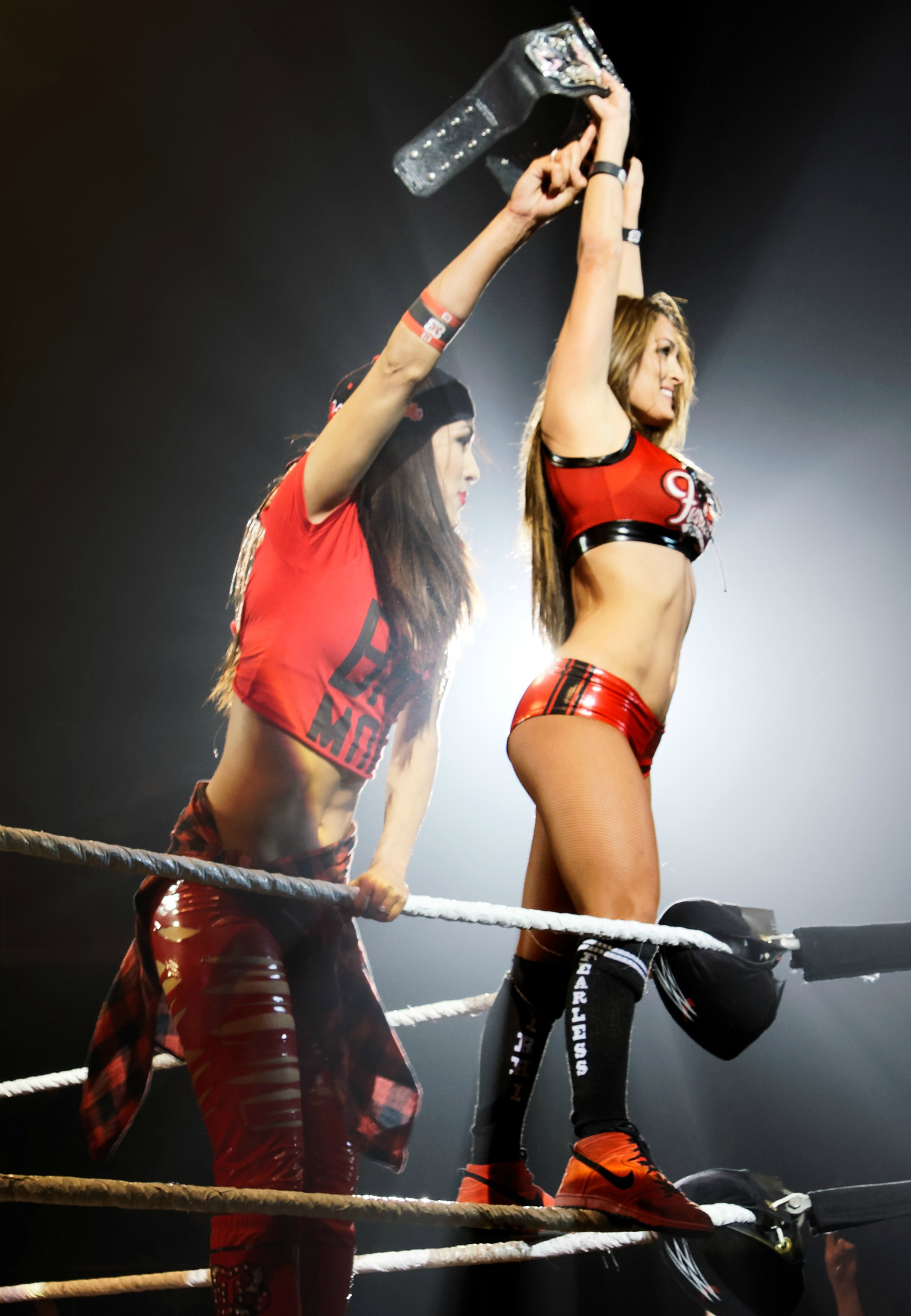
The Bella Twins durante un evento en vivo en abril de 2015.

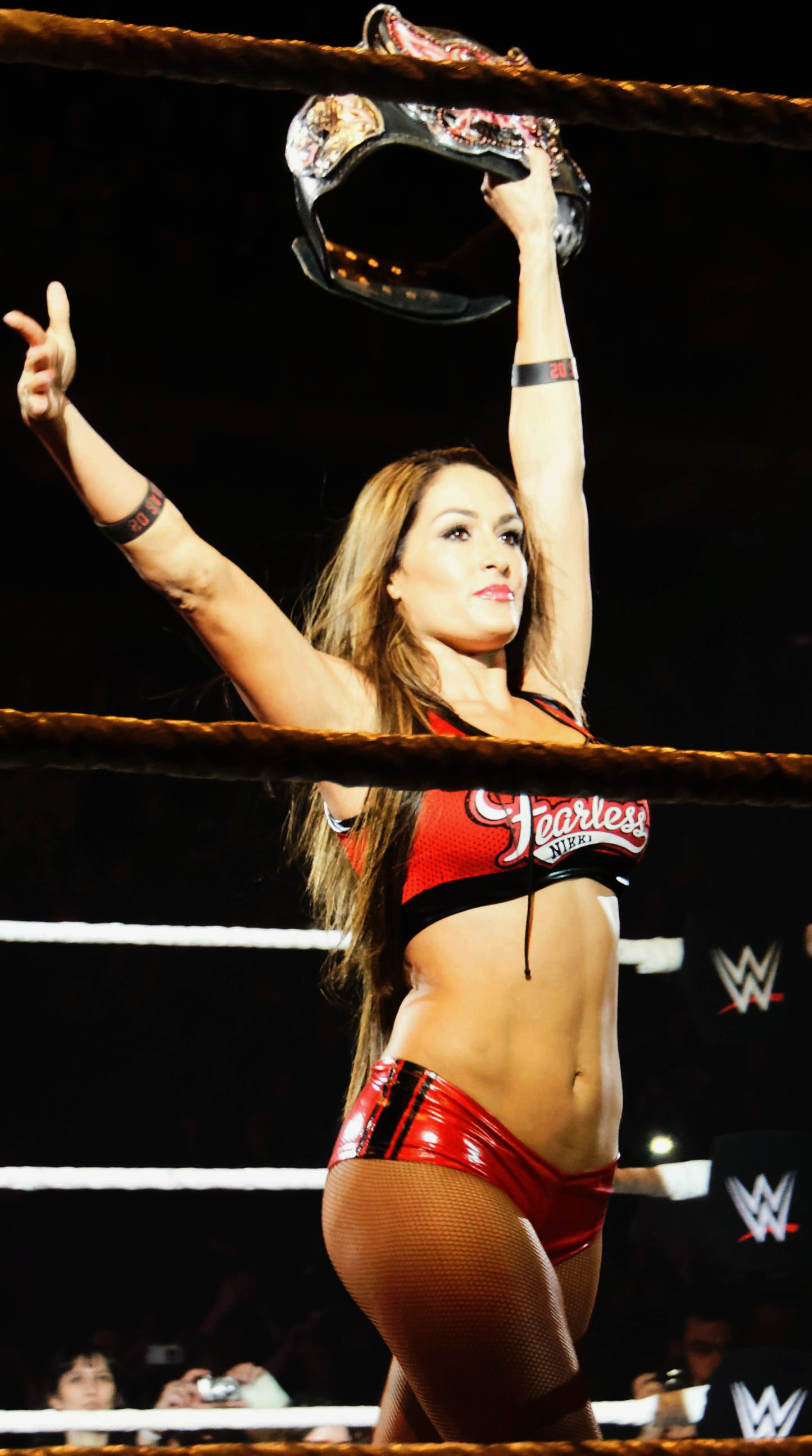
Nikki Bella como Campeona de Divas.

A lo largo de junio, Nikki y Brie seguirían su rivalidad con Paige a la que se uniría Alicia Fox, formando así la facción posteriormente conocida bajo el nombre de Team Bella. Tras estos acontecimientos, el trío dominaría la división femenina por lo que también se enemistaron con Naomi y Tamina. El 13 de julio en Raw, el feudo se tornó en una lucha de facciones gracias a los ascensos provenientes de NXT que hizo Stephanie McMahon, Charlotte Flair y Becky Lynch se unieron a Paige formando Team PCB, mientras que Sasha Banks se unió a Tamina y Naomi formando el Team B.A.D., después de encararse, el Team Bella sería víctima de un feroz ataque perpetuado por las 'novatas', mismo que terminó con las otras dos facciones cara a cara en el ring. El 19 de julio en Battleground,  Brie fue derrotada por Charlotte en un combate donde también participaba Sasha Banks. Durante las siguientes semanas las tres facciones siguieron enfrentándose las unas contra las otras en diversos tipos de combates, el ángulo llegó a su fin en SummerSlam, donde el Team PCB salió victorioso sobre las otras dos facciones en el primer Triple Threat Tag-Team Elimination Match entre mujeres.
El 31 de agosto, el Team Bella presentó el "Bellatron", un reloj que marcaba los días, las horas y minutos que faltaban para que el reinado de Nikki venciera el de AJ Lee, para convertirse así en el más largo de la historia, como respuesta, The Authority organizó el primer Beat the Clock por una oportunidad titular, mismo reto del que Charlotte saldría victoriosa. El 14 de septiembre en Raw, Nikki defendió exitosamente el campeonato ante Flair, quien sin notarlo cubrió a Brie después del Twin Magic, reteniendo el título por descalificación y a su vez rompiendo el récord como el reinado más largo con el campeonato. Tras la lucha, se anunció la revancha para Night of Champions, misma que Nikki perdería, terminando su reinado en 301 días y posteriormente también perdería su revancha en Hell in a Cell.
Después de la lucha Nikki desapareció de televisión, poco después se confirmó que estaría fuera del ring poco tiempo debido a una lesión en el cuello, sin embargo, su lesión pasó a dejarla indefinidamente fuera de acción después de que fuera calificada como grave. Nikki tenía una hernia discal por el uso excesivo del Rack Attack (su movimiento de firma), por lo que al no recibir un tratamiento adecuado pudo haber quedado paralizada o retirada definitivamente de la lucha libre. Los meses siguientes, Brie y Fox acumularían un sinfín de derrotas a manos de diferentes oponentes, por lo que ambas cambiaron a face en diciembre. A inicios del 2016, Fox y Brie seguirían aliadas hasta que la gemela comenzó una breve rivalidad con Charlotte Flair, siendo disuelta la facción.

#### Carreras individuales (2016 - 2017)

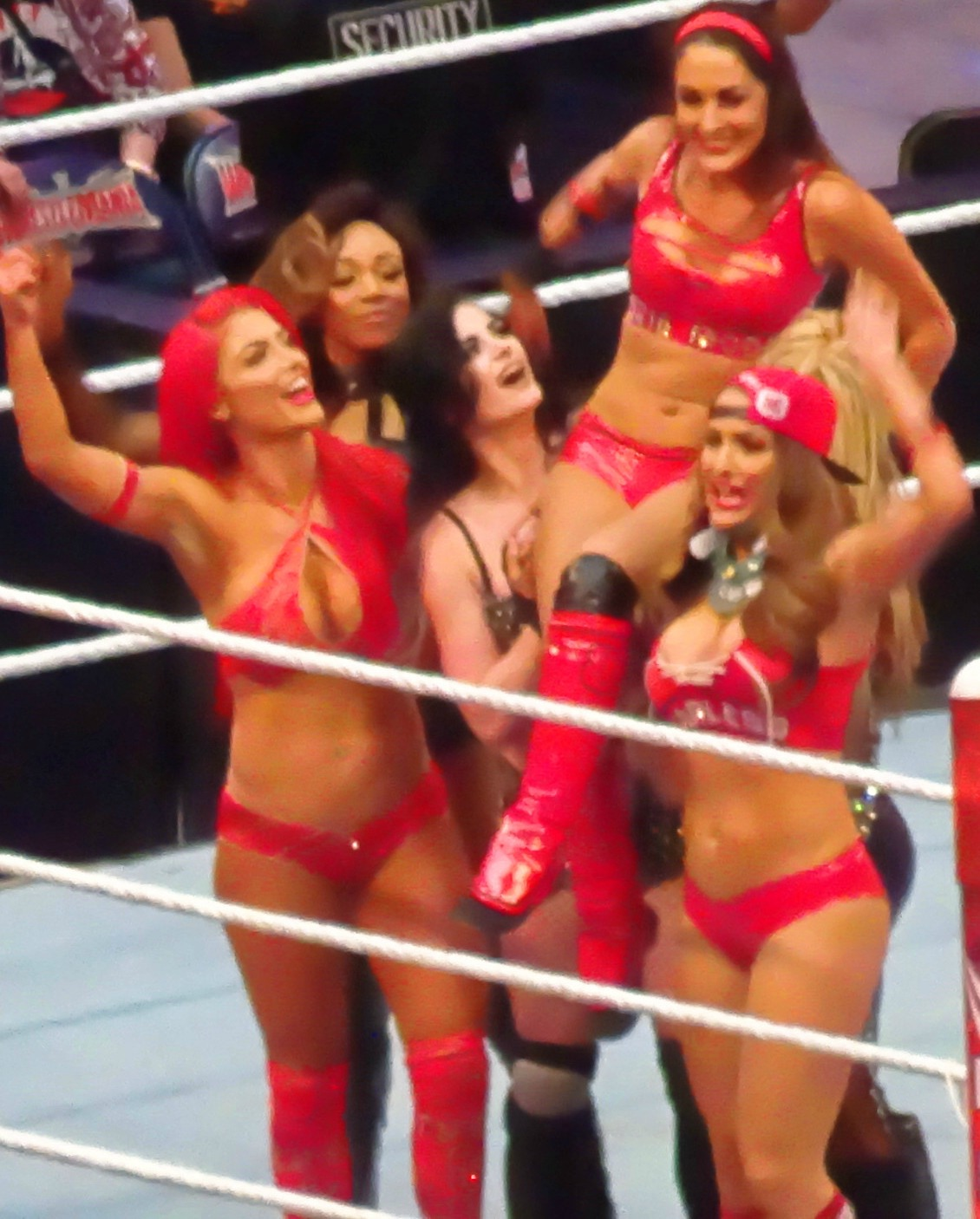
Brie Bella en Wrestlemania 32 después de ganar la que sería su última lucha hasta su regreso a los cuadriláteros en 2018.

#### Regreso como part-timers y retiro (2018-2019)
Nikki y Brie regresarían juntas para el primer Women's Royal Rumble en el PPV homónimo, ingresando como las #27 y #28 respectivamente, en conjunto lograron eliminar a Carmella, Sasha Banks y Nia Jax, sin embargo, Asuka saldría como la vencedora después de eliminar a Nikki, quien traicionó a su hermana durante la contienda. 
Meses después, Brie Bella regresaría en solitario por un tiempo, formando una breve alianza con su marido, Daniel Bryan, quien estaba enemistado con The Miz y Maryse. El 26 de agosto como parte de la gira de Raw, las gemelas regresaron juntas, formaron equipo con Ember Moon para derrotar al Riott Squad (Ruby Riott, Liv Morgan y Sarah Logan), tras esto las gemelas llevarían a la programación de la WWE la rivalidad con el Squad, mismo en el que se vio envuelta Ronda Rousey. Fuera del storyline, durante una lucha en equipos televisada, Brie noqueó legítimamente a Morgan al no asestar de forma adecuada una serie de patadas que por accidente fueron dirigidas a la cara, este suceso desencadenó una oleada de ataques a la menor de las gemelas, misma en la que intercedieron varias personalidades de la lucha libre, alegando a su favor que en este negocio estas cosas suelen pasar por falta de comunicación entre los talentos. La rivalidad siguió de forma normal por unas semanas, el feudo culminó el 6 de octubre en WWE Super Show-Down, donde las Bella y Rousey se llevaron la victoria. El 8 de octubre en Raw, Brie y Nikki cambian a heel atacando a Ronda, después de dicho ataque, empezaron una rivalidad que culminó con Nikki enfrentando a Rousey por el Raw Women's Championship en el evento principal de WWE Evolution, saliendo derrotada.
El 24 de marzo de 2019 mediante el capítulo final de Total Bellas, Nikki & Brie anunciaron su retiro definitivo de la lucha libre. El 21 de febrero de 2020, ambas regresaron a ls WWE como invitadas en el talk-show de Alexa Bliss, Moment of Bliss, en SmackDown, durante el segmento las gemelas anunciaron su inducción al Salón de la Fama de la WWE (Clase 2020).

## Otros medios

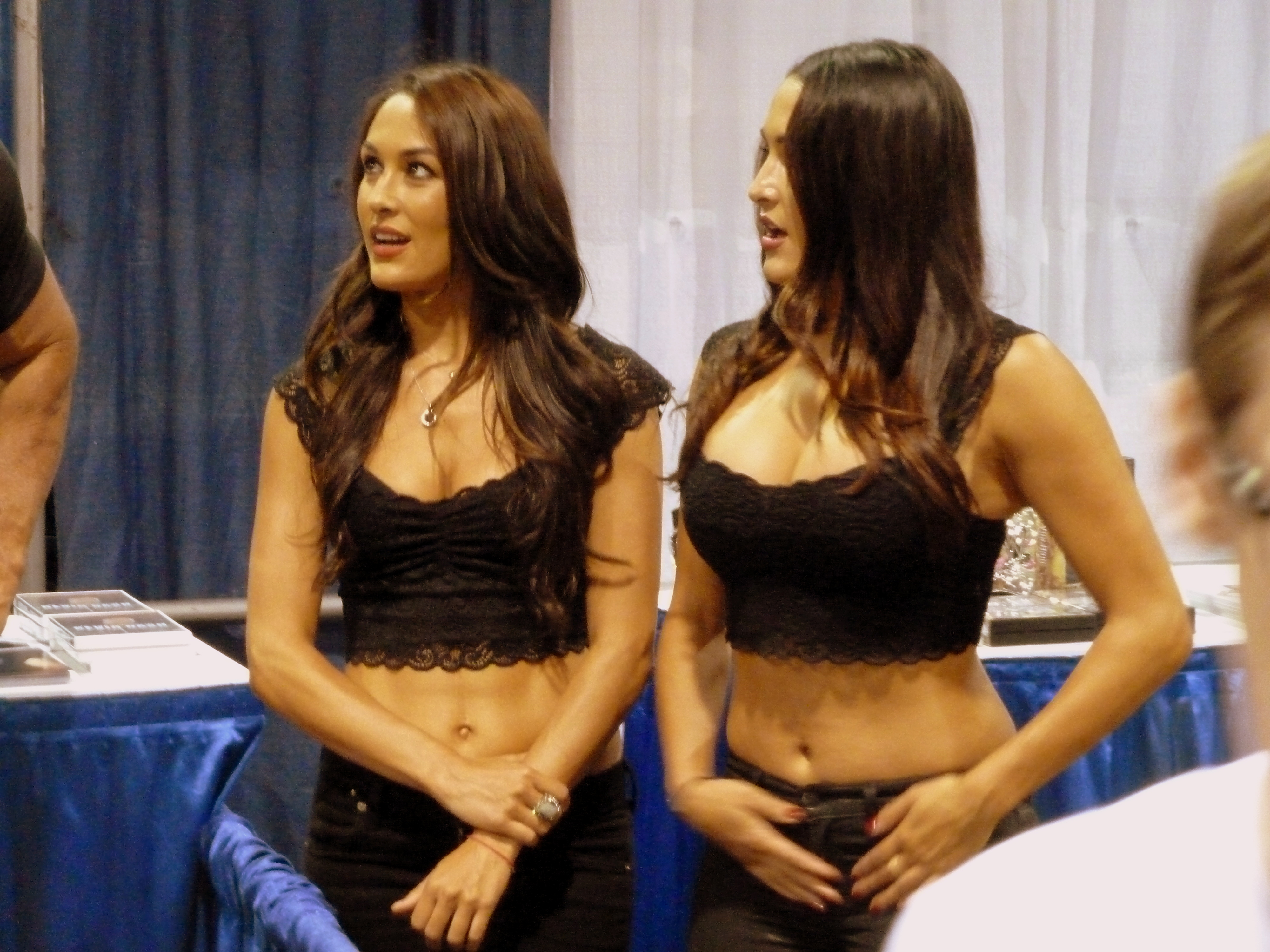
Brie (izq.) y Nikki (derecha) en una convención en 2012.

Han aparecido en varios juegos de la WWE, tales como:
| Año  | Juego                     | Notas                                              | Marca           |
| ---- | ------------------------- | -------------------------------------------------- | --------------- |
| 2009 | WWE SmackDown vs Raw 2010 | Debut                                              | ECW             |
| 2010 | WWE SmackDown vs Raw 2011 | Como personajes desbloqueables.                    | Raw             |
| 2011 | WWE '12                   | Como DLC exclusivo de Xbox 360 y PS3.              | Raw             |
| 2012 | WWE '13                   |                                                    | Raw             |
| 2013 | WWE 2K14                  | Como DLC                                           | Raw             |
| 2014 | WWE 2K15 y WWE SuperCard  |                                                    | Raw             |
| 2015 | WWE 2K16 y WWE Immortals  | Nikki Bella como Campeona de Divas predeterminada. | Raw             |
| 2016 | WWE 2K17                  |                                                    | SmackDown       |
| 2017 | WWE 2K18 y WWE: TapMania  |                                                    | SmackDown Live! |
| 2018 | WWE 2K19 y WWE Champions  |                                                    | SmackDown Live! |
| 2019 | WWE 2K20 y WWE Universe   | Forman parte del modo showcase.                    | Raw             |

En 2012 fueron portada del mes de mayo de la revista Maxim. En 2014, participaron en las alfombras rojas de los Teen Choice Awards y Kids' Choice Awards. Ambas fueron modelos para el vídeo musical "Na Na" de Trey Songz. Hicieron una aparición en los MTV Europe Music Awards donde presentaron el premio "Mejor Mujer". En febrero de 2015, fueron presentadoras en los ESPN Newton Sports Science Awards. Fueron portada del mes de marzo de la revista Pacific San Diego Magazine. Fueron portada del mes de abril de la revista Muscle & Fitness y en agosto fueron nominadas a mejores atletas femeninas en los Teen Choice Awards.

### Televisión
| Año  | Título                            | Papel           | Notas                |
| ---- | --------------------------------- | --------------- | -------------------- |
| 2011 | The Price is Right                | Ellas mismas    |                      |
| 2012 | Ridiculousness                    | Ellas mismas    |                      |
| 2012 | Tercera Caída                     | Ellas mismas    |                      |
| 2012 | NBC Extra                         | Ellas mismas    |                      |
| 2013 | Fashion Police                    | Ellas mismas    |                      |
| 2013 | TMZ                               | Ellas mismas    |                      |
| 2013 | NBC Today                         | Ellas mismas    |                      |
| 2013 | Miss USA 2013                     | Nikki Bella     | Jurado               |
| 2013 | E! News                           | Ellas mismas    |                      |
| 2013 | Total Divas                       | Ellas mismas    | (2013-2018)          |
| 2014 | The Arsenio Hall Show             | Ellas mismas    |                      |
| 2014 | Kids' Choice Awards               | Ellas mismas    | Presentadoras        |
| 2014 | Psych                             | Gemelas Zombies | Invitadas Especiales |
| 2014 | E! News                           | Ellas mismas    |                      |
| 2014 | Hello Ross!                       | Ellas mismas    |                      |
| 2014 | The Soup                          | Ellas mismas    |                      |
| 2014 | MTV Europe Music Awards           | Ellas mismas    | Presentadoras        |
| 2015 | ESPN Newton Sports Science Awards | Ellas mismas    | Presentadoras        |
| 2015 | MTV News UK                       | Ellas mismas    |                      |
| 2015 | ESPYS Awards                      | Ellas mismas    | Presentadoras        |
| 2015 | NBC Today                         | Ellas mismas    |                      |
| 2016 | Total Bellas                      | Ellas mismas    | (2016-presente)      |

### Películas
| Año  | Título                                        | Papel             | Notas |
| ---- | --------------------------------------------- | ----------------- | ----- |
| 2014 | Confessions of a Womanizer                    | Erica and Sally   |       |
| 2015 | The Flintstones and WWE: Stone Age Smackdown! | The Boulder Twins |       |

## Campeonatos y logros
- Teen Choice Awards
  - Mejores Atletas femeninas (2016)

- YouTube

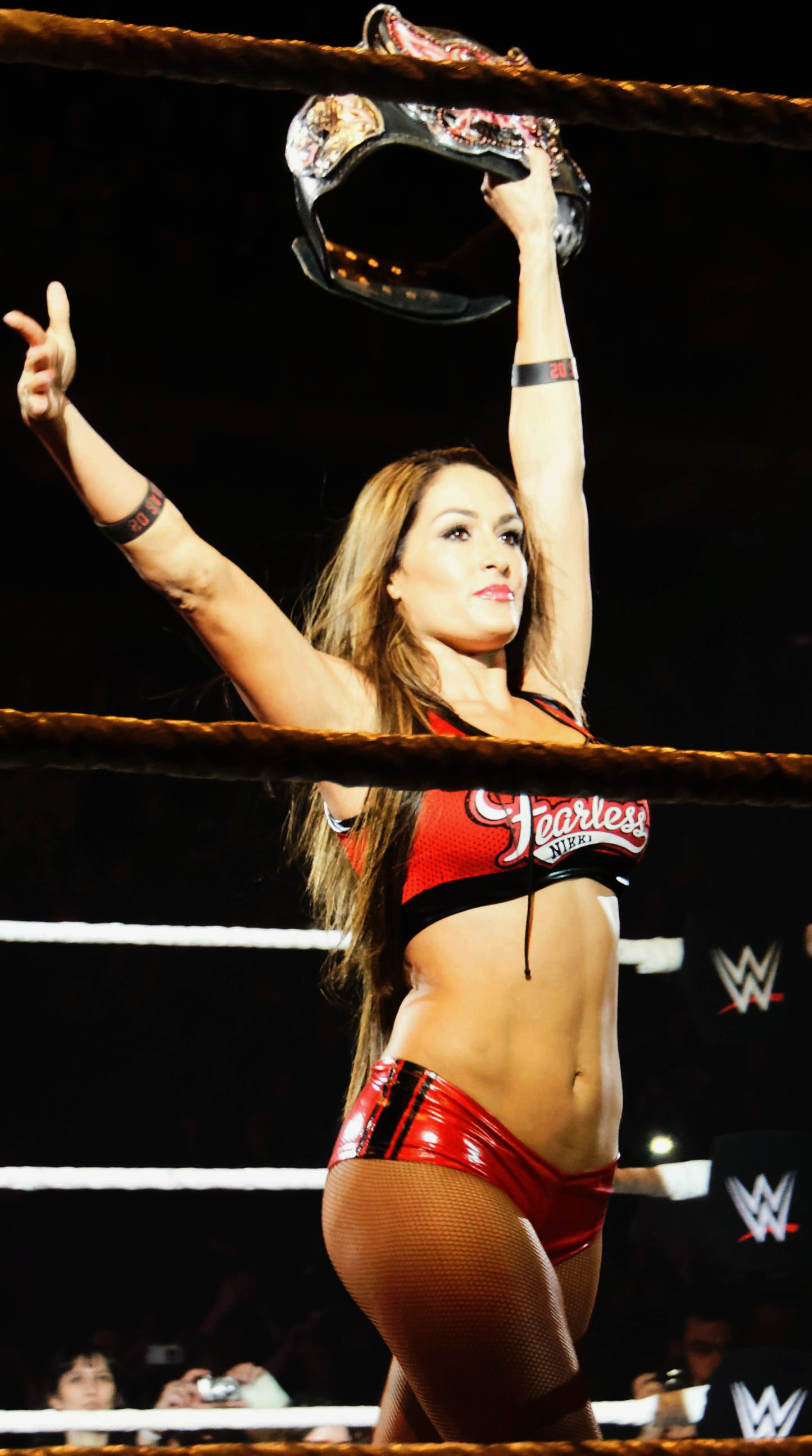
Nikki como Campeona de Divas en abril de 2015.

  - Placa de plata (por tener 100 mil seguidores).
  - Placa de oro (por tener 1 millón de seguidores).
- WWE
  - WWE Divas Championship (3 veces) - Brie (1), Nikki (2)[54]
  - Slammy Award (4 veces)
  - WWE Hall of Fame (2020)

- Pro Wrestling Illustrated
  - PWI situó a Brie en el Nº21 en el PWI Female 50 en 2011.[55]
  - PWI situó a Brie en el Nº22 en el PWI Female 50 en 2013.
  - PWI situó a Nikki en el Nº32 en el PWI Female 50 en 2013.
  - PWI situó a Brie en el Nº16 en el PWI Female 50 en 2014.
  - PWI situó a Nikki en el Nº24 en el PWI Female 50 en 2014.
  - PWI situó a Brie en el Nº12 en el PWI Female 50 en 2015.
  - PWI situó a Nikki en el Nº1 en el PWI Female 50 en 2015.

- WrestleCrap
  - Gooker Award (2014) Pelea entre ellos (co-ganador con Vince McMahon)[56]

- Wrestling Observer Newsletter
  - Peor feudo del año (2014) – Brie Bella vs. Nikki Bella
  - Peor feudo del año (2015) – Team PCB vs. Team B.A.D. vs. Team Bella
  - Peor lucha del año (2013) con Cameron, Eva Marie, JoJo, Naomi & Natalya vs. AJ Lee, Aksana, Alicia Fox, Kaitlyn, Rosa Mendes, Summer Rae & Tamina Snuka el 24 de noviembre[57]